# Gaspare Ambrogio Visconti
Gaspare Ambrogio Visconti (Milano, 1461 – Milano, 8 marzo 1499) è stato un poeta e letterato italiano, gravitante nell'orbita culturale di Ludovico il Moro e Beatrice d'Este.

## Biografia
Battezzato alla nascita come Ambrogio, probabilmente in ossequio al nome del nonno materno (nella madre e nelle zie ereditiere si estingueva l'eredità di un ramo di casa Alciati), ricevette per ordine ducale il nome di Gaspare in memoria del padre e dell'illustre nonno divenendo Gaspare Ambrogio. 
Come ricordato da Cynthia Pyle ricostruire la vicenda umana del poeta è operazione complicata dall'esistenza di ben otto omonimi contemporanei e cinque di poco anteriori o posteriori; da qui la necessità di specificare per intiero il suo nome (Gaspare Ambrogio), pratica entrata nell'uso - per l'appunto - proprio dall'approfondito studio della Pyle.
Gaspare Ambrogio nacque nel 1461 da Gaspero (o Gaspare) Visconti e Maria Alciati, e appartenne a un importante ramo della nobile casata milanese, quella dei conti di Arona, Breme e Groppello, nonché signori di Cassano Magnago. Ricevette un'educazione letteraria da Guidotto Prestinari, poeta bergamasco di poco più vecchio presso il quale apprese latino, greco e forse qualche rudimento di ebraico; maestro e discepolo rimasero per tutta la vita in ottimi rapporti, testimoniati dalla lunga (7 sonetti) corrispondenza in versi tramandata sia dal Canzoniere di Gaspare Ambrogio che dalle Rime di Guidotto. L'esordio del poeta sulla scena pubblica si ebbe molto presto: già nel 1472, rimasto orfano di padre, venne promesso dallo zio tutore Giampietro a Cecilia, figlia del potente segretario ducale Cicco Simonetta; è possibile che il matrimonio risalga a un anno di poco posteriore (forse già il 1476). Nel 1478, all'età di diciassette anni, venne nominato cameriere ducale, nel giorno dell'incoronazione del giovanissimo Galeazzo Maria Sforza (24 aprile), il cui potere verrà di lì a poco usurpato dallo zio Ludovico il Moro, e con il rango di primo cameriere compare nei documenti almeno fino alla caduta in disgrazia del suocero Cicco.
Gli anni '80 videro l'affermarsi della figura di Gaspare Ambrogio come perno di un vasto circolo culturale di fatto erede dei fasti letterari di casa Simonetta e di casa Visconti, e comprendente l'amico Antonietto Campofregoso detto Fileremo, Lancino Curzio, e figure minori come Enrico Boscani e Bartolomeo Simonetta. Morto lo zio Giovanni Pietro nel novembre 1486, il poeta ebbe modo di disporre di un patrimonio considerevole che assommava all'eredità paterna, quella degli Alciati e un terzo dei molti beni dello zio. Nello stesso anno Gaspare Ambrogio lasciava una delle case famigliari avite in San Giovanni sul Muro (via Puccini) per acquistare varie proprietà ai margini del giardino di Sant'Ambrogio nella parrocchia di S. Pietro in Caminadella (via Lanzone). Sempre a questo arco temporale è attestata l'amicizia con Donato Bramante, probabilmente risalente ad alcuni anni prima (già con il precoce testamento del 1483 il Visconti beneficiava il cantiere di San Satiro in cui era impegnato l'architetto urbinate). Bramante abitò dal 1487 nella casa di Gaspare Ambrogio e i frutti di questo sodalizio artistico e letterario (Eraclito e Democrito e gli Uomini d'arme, oggi alla Pinacoteca di Brera ma provenienti dalla residenza di Gaspare Ambrogio) rimangono tuttora visibili. Difficile capire se sia lui il Gaspare che nel 1488-89 prese parte all'ambasceria inviata a Napoli con lo scopo di scortare a Milano Isabella d'Aragona, promessa sposa di Galeazzo Maria, è assai più probabile si trattasse di Gaspare Visconti di Ierago figlio di Azzone e cugino di Gaspare Ambrogio.
Tra il 1491 e il 1497 fece parte del circolo di poeti in volgare raccolto a corte dalla duchessa Beatrice d'Este. Sembra che la duchessa lo tenesse, a sua insaputa, in particolare predilezione: in alcuni sonetti del proprio Canzoniere Gaspare racconta d'aver scoperto, per bocca di alcuni cortigiani e specie di Galeazzo Sanseverino, di essere spontaneamente favorito da Beatrice presso il duca, e la invoca perciò come liberatrice da tutti i propri mali (giudiziari e non) in versi che esprimono bene l'ascendente ch'ella esercitava sul marito: "Donna beata, o spirito pudico, | deh, fa' benigna a questa mia richiesta | la voglia del tuo sposo Ludovico | io so ben quel ch'io dico: | tanta è la tua virtù che ciò che vuoi | dello invitto suo cuor disponer puoi".
Così dipinge Vincenzo Calmeta la vita milanese di quegli anni:
(Vincenzo Calmeta, Vita di Serafino Aquilano)

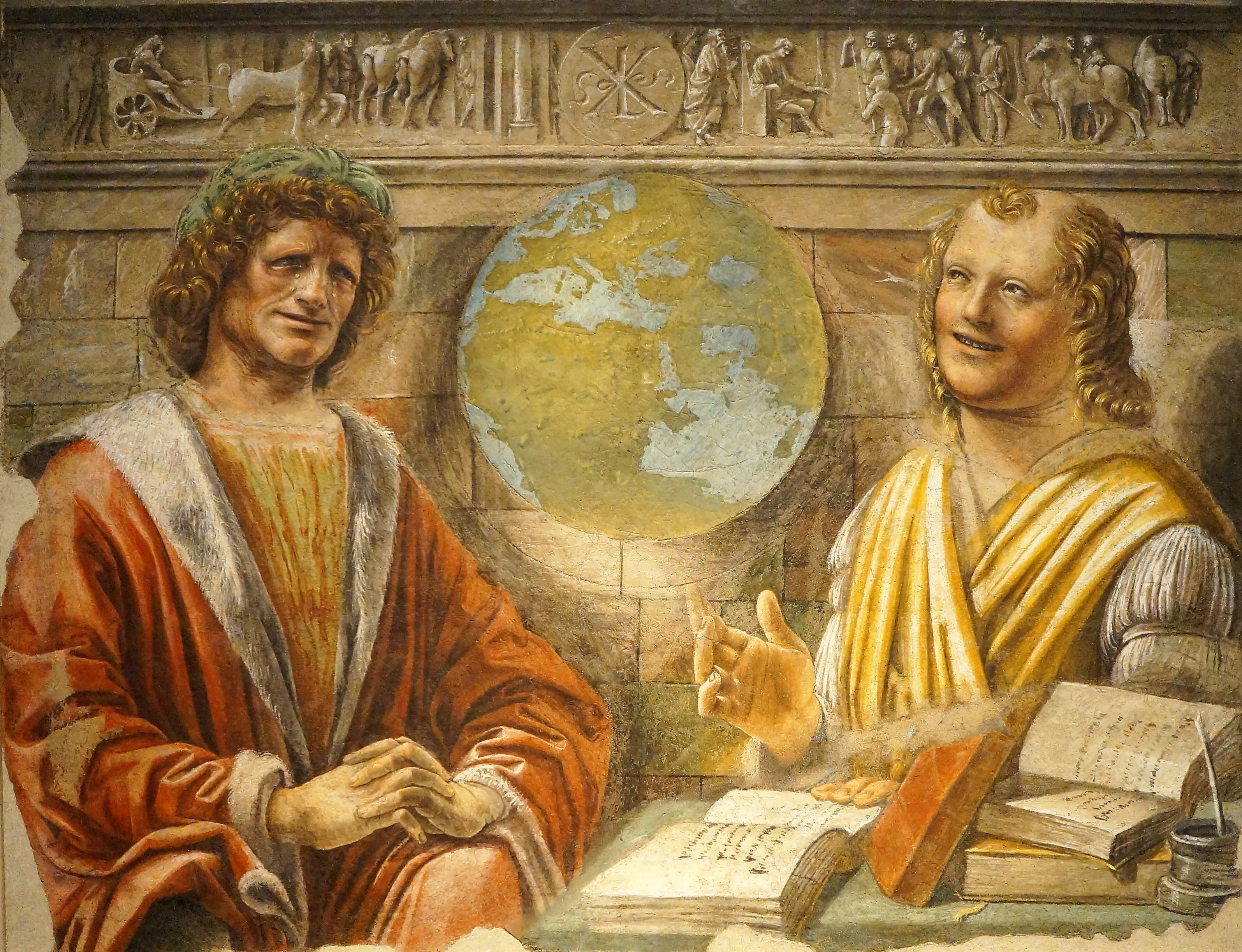
Donato Bramante, Affreschi provenienti dalla residenza di Gaspare Ambrogio

Il 4 luglio 1493 entrò a far parte del Consiglio segreto, ora che il potere era de facto nelle mani del Moro (l'anno dopo, con la morte sospetta di Galeazzo Maria, lo sarebbe poi stato de iure). Nel dicembre dello stesso anno fu forse membro della compagnia che scortò in Austria Bianca Maria Sforza, promessa sposa dell'imperatore Massimiliano I. Nell'ultimo decennio del secolo, infine, è condensata la significativa produzione letteraria del poeta.
Gaspare Ambrogio morì il giorno 8 marzo 1499, all'età di 38 anni, e fu sepolto nella cappella di San Giovanni Evangelista in Sant'Eustorgio, Bramante lasciava Milano in un momento prossimo a questa data, forse quanto il giorno 8 aprile 1499 moriva anche Cecilia Simonetta sposa del Visconti e crollavano le aspirazioni letterarie e politiche di questo ramo del casato. Pochi mesi dopo, con l'entrata in Milano dei Francesi e la fuga di Ludovico il Moro a Innsbruck, si colloca il tramonto del potere ducale degli Sforza.

## Opere
Nonostante la vicenda biografica di Gaspare Ambrogio si esaurisca in un torno d'anni decisamente esiguo rispetto alla gran parte dei suoi sodali, ciò nondimeno il Visconti ha consegnato a posteri e contemporanei una quantità di opere (in volgare) di tutto rispetto. È noto come egli - da poeta - godesse di buona stima presso i contemporanei (può valere come esempio il giudizio di Vincenzo Calmeta, che ne fa uno dei letterati di punta della corte milanese), particolarmente in quanto estimatore di Petrarca: opposto, quindi, al suo ospite Bramante, dal Visconti stesso definito "sviscerato partigiano di Dante".
La vicenda letteraria di Gaspare Ambrogio ha inizio nel 1493, anno della pubblicazione a Milano dei Rithimi, una raccolta di 246 sonetti e 2 sestine con l'aggiunta del Transito del carnevale (poemetto in ottava rima). Dedicato a Niccolò da Correggio, nel procedere della lettura si ravvisano i temi che animano la poesia del Visconti: argomento amoroso (di matrice cortigiana), polemica, gusto per le sententiae, testi a dedicatari storici.
Alla duchessa Beatrice d'Este dedicò un intero canzoniere, preceduto da una lettera dedicatoria in cui la definisce "tra le Grazie la quarta, tra le Muse la decima, et unica fenice al nostro seculo, la quale sopra ogni altra la virtù ami e favorisci".  Dopo la morte prematura di lei, egli mandò il canzoniere all'imperatrice Bianca Maria Sforza, nipote del duca Ludovico. Fra le poesie ivi contenute, una introdotta dalla rubrica "per la morte de la Duchessa e per il periculo ove questa patria è posta" mostra già la consapevolezza della prossima rovina dello stato causata dalla disperazione del Moro per la perdita della consorte: "e la mia patria assai mi dà spavento | che in lui si regge, perché ogni edifizio | ruina, se vien manco il fondamento".